# Amt Mosbach
Das Amt Mosbach war eine während der napoleonischen Zeit von 1807 bis 1813 bestehende Verwaltungseinheit im Norden des Großherzogtums Baden.

## Geschichte

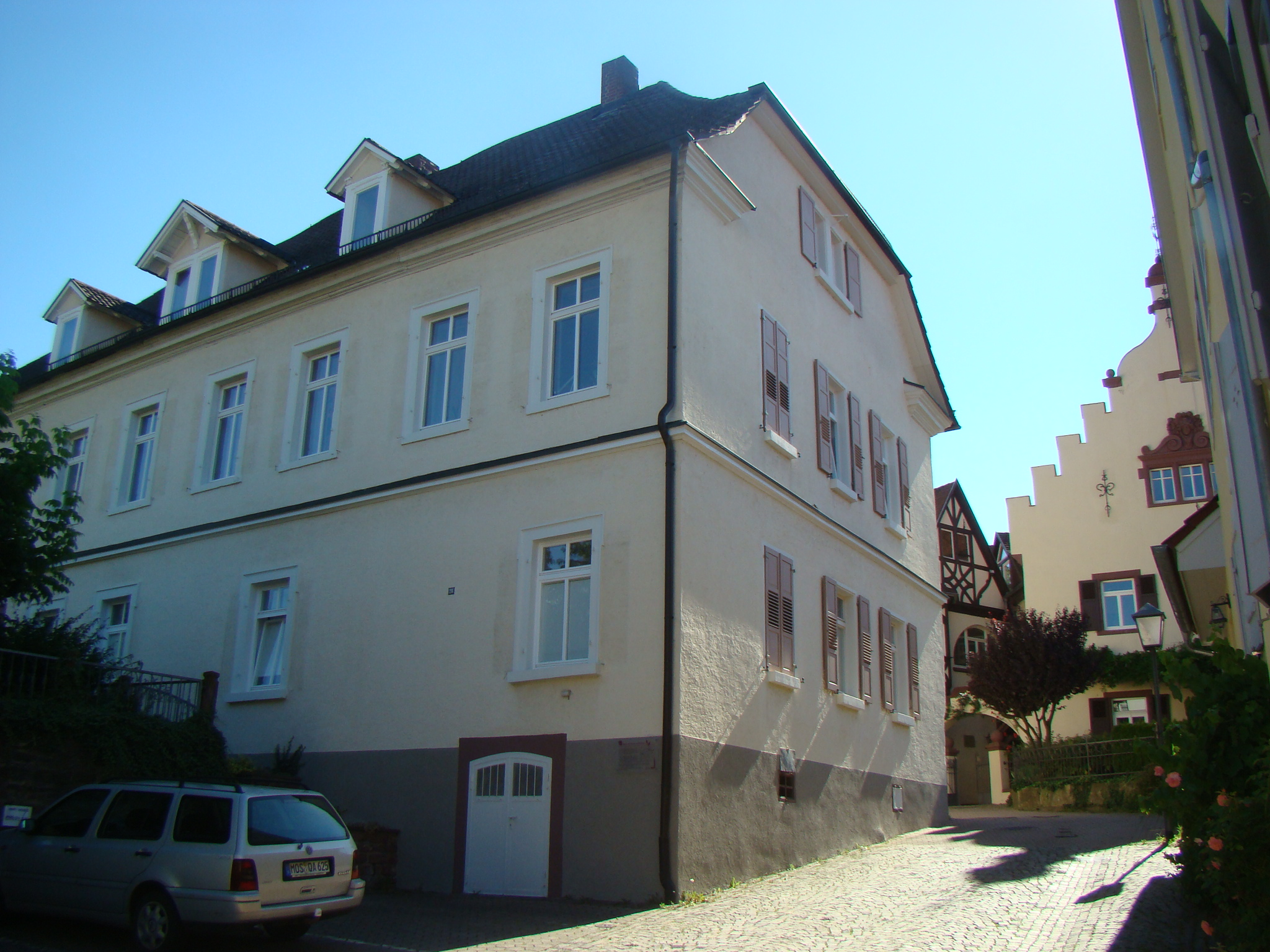
Neues Schloss Mosbach

Vor Inkrafttreten der Bestimmungen des Reichsdeputationshauptschlusses 1803 hatte das am westlichen Ende des  Baulands kurz vor der Mündung der Elz in den Neckar gelegene Mosbach zur Kurpfalz gehört und war Sitz eines gleichnamigen Oberamts. Die Stadt kam anschließend zum Fürstentum Leiningen, bis dieses in Umsetzung der Rheinbundakte von 1806 mediatisiert und in diesem Bereich der badischen Landeshoheit unterstellt wurde. Im Sommer 1807 wurde das standesherrliche Amt Mosbach errichtet. Bereits im Dezember 1807 wurde die leiningschen Ämter in kleinere, als Justizamt titulierte Einheiten aufgespaltet. Mosbach gab zahlreiche Orte an andere Ämter, insbesondere das Justizamt Lohrbach ab, und war nur noch für Neckarelz, Diedesheim, Haßmersheim, Mörtelstein und Obrigheim zuständig. Zugleich wurde es der neu gegründeten Landvogtei Mosbach zugewiesen. 1810 kamen noch Binau und Neckarzimmern hinzu. Sie waren als grundherrschaftliche Orte Ende 1807 der Landvogtei direkt unterstellt worden. Im Rahmen der Verwaltungsgliederung Badens zählte das Amt zunächst zur Provinz des Unterrheins oder der Badischen Pfalzgrafschaft, ab Anfang 1810 zum kurzlebigen Odenwälderkreis und ab Ende 1810 zum Neckarkreis.
Im Sommer 1813 kam es zu einer grundlegenden Umstrukturierung des Raumes, bei der das Stadt- und Erste Landamt Mosbach und das Zweite Landamt Mosbach entstanden.

## Spätere Entwicklung
Auch in der Folgezeit blieb Mosbach stets Zentrum der überörtlichen Verwaltung. Dies führte vom Bezirksamt Mosbach über den Landkreis Mosbach zum 1973 entstandenen Neckar-Odenwald-Kreis.